# Vía verde del Hierro y del Carbón
La vía verde del Hierro y del Carbón (en catalán, via verda del Ferro i del Carbó), llamada así en alusión a la importante tradición de las forjas en el Bajo Ripollés y a la extracción de carbón en las minas de Ogassa, sigue el antiguo recorrido del ferrocarril a lo largo de sus 15 km de trazado. La línea ferroviaria entre San Juan de las Abadesas y Toralles funcionó hasta el cierre de las minas, en 1967. El tramo de San Juan de las Abadesas a Ripoll, por su parte, se mantuvo en activo hasta el año de su centenario, en 1980.
La ruta une Ripoll, a 682 metros de altitud, con San Juan de las Abadesas (775 m). Está asfaltada en todo su recorrido y flanqueada por vegetación. Su desnivel total es de 160 metros y hay una suave pendiente del 1%. La vía cruza la carretera de Ogassa y comienza a ascender suavemente por el valle del Malatosca, un afluente del río Ter que nace en la sierra Cavallera. A unos dos kilómetros de San Juan se encuentra el cargador de Toralles, que recibía el carbón procedente del ferrocarril minero de Ogassa. A cuatro kilómetros justos de la estación de San Juan de les Abadesas y a trece kilómetros de Ripoll se encuentran las minas de carbón de Ogassa (975 m).
El Camino Natural Vía Verde del Ferro i el Carbó está incluido en la Red de Caminos Naturales del Ministerio de Agricultura, Pesca y Alimentación.